# ISO/CEI 8859-16
La norme de codage des caractères ISO/CEI 8859-16 (latin-10 ou européen du Sud-Est) prend en charge l’albanais, le croate, le hongrois, l'italien, le polonais, le roumain et le slovène, mais aussi le finnois, le français, l'allemand et l’irlandais (en nouvelle orthographe).

## Tableau
Le jeu de caractères complet est présenté dans le tableau ci-après.
| ISO/CEI 8859-16:2001 | ISO/CEI 8859-16:2001 | ISO/CEI 8859-16:2001 | ISO/CEI 8859-16:2001 | ISO/CEI 8859-16:2001 | ISO/CEI 8859-16:2001 | ISO/CEI 8859-16:2001 | ISO/CEI 8859-16:2001 | ISO/CEI 8859-16:2001 | ISO/CEI 8859-16:2001 | ISO/CEI 8859-16:2001 | ISO/CEI 8859-16:2001 | ISO/CEI 8859-16:2001 | ISO/CEI 8859-16:2001 | ISO/CEI 8859-16:2001 | ISO/CEI 8859-16:2001 | ISO/CEI 8859-16:2001 |
|                      | x0                   | x1                   | x2                   | x3                   | x4                   | x5                   | x6                   | x7                   | x8                   | x9                   | xA                   | xB                   | xC                   | xD                   | xE                   | xF                   |
| -------------------- | -------------------- | -------------------- | -------------------- | -------------------- | -------------------- | -------------------- | -------------------- | -------------------- | -------------------- | -------------------- | -------------------- | -------------------- | -------------------- | -------------------- | -------------------- | -------------------- |
| 0x                   | Inutilisé            | Inutilisé            | Inutilisé            | Inutilisé            | Inutilisé            | Inutilisé            | Inutilisé            | Inutilisé            | Inutilisé            | Inutilisé            | Inutilisé            | Inutilisé            | Inutilisé            | Inutilisé            | Inutilisé            | Inutilisé            |
| 1x                   | Inutilisé            | Inutilisé            | Inutilisé            | Inutilisé            | Inutilisé            | Inutilisé            | Inutilisé            | Inutilisé            | Inutilisé            | Inutilisé            | Inutilisé            | Inutilisé            | Inutilisé            | Inutilisé            | Inutilisé            | Inutilisé            |
| 2x                   | SP                   | !                    | "                    | #                    | $                    | %                    | &                    | '                    | (                    | )                    | *                    | +                    | ,                    | -                    | .                    | /                    |
| 3x                   | 0                    | 1                    | 2                    | 3                    | 4                    | 5                    | 6                    | 7                    | 8                    | 9                    | :                    | ;                    | <                    | =                    | >                    | ?                    |
| 4x                   | @                    | A                    | B                    | C                    | D                    | E                    | F                    | G                    | H                    | I                    | J                    | K                    | L                    | M                    | N                    | O                    |
| 5x                   | P                    | Q                    | R                    | S                    | T                    | U                    | V                    | W                    | X                    | Y                    | Z                    | [                    | \                    | ]                    | ^                    | _                    |
| 6x                   | `                    | a                    | b                    | c                    | d                    | e                    | f                    | g                    | h                    | i                    | j                    | k                    | l                    | m                    | n                    | o                    |
| 7x                   | p                    | q                    | r                    | s                    | t                    | u                    | v                    | w                    | x                    | y                    | z                    | {                    | \|                   | }                    | ~                    |                      |
| 8x                   | Inutilisé            | Inutilisé            | Inutilisé            | Inutilisé            | Inutilisé            | Inutilisé            | Inutilisé            | Inutilisé            | Inutilisé            | Inutilisé            | Inutilisé            | Inutilisé            | Inutilisé            | Inutilisé            | Inutilisé            | Inutilisé            |
| 9x                   | Inutilisé            | Inutilisé            | Inutilisé            | Inutilisé            | Inutilisé            | Inutilisé            | Inutilisé            | Inutilisé            | Inutilisé            | Inutilisé            | Inutilisé            | Inutilisé            | Inutilisé            | Inutilisé            | Inutilisé            | Inutilisé            |
| Ax                   | NBSP                 | Ą                    | ą                    | Ł                    | €                    | „                    | Š                    | §                    | š                    | ©                    | Ș                    | «                    | Ź                    | SHY                  | ź                    | Ż                    |
| Bx                   | °                    | ±                    | Č                    | ł                    | Ž                    | ”                    | ¶                    | ·                    | ž                    | č                    | ș                    | »                    | Œ                    | œ                    | Ÿ                    | ż                    |
| Cx                   | À                    | Á                    | Â                    | Ă                    | Ä                    | Ć                    | Æ                    | Ç                    | È                    | É                    | Ê                    | Ë                    | Ì                    | Í                    | Î                    | Ï                    |
| Dx                   | Đ                    | Ń                    | Ò                    | Ó                    | Ô                    | Ő                    | Ö                    | Ś                    | Ű                    | Ù                    | Ú                    | Û                    | Ü                    | Ę                    | Ț                    | ß                    |
| Ex                   | à                    | á                    | â                    | ă                    | ä                    | ć                    | æ                    | ç                    | è                    | é                    | ê                    | ë                    | ì                    | í                    | î                    | ï                    |
| Fx                   | đ                    | ń                    | ò                    | ó                    | ô                    | ő                    | ö                    | ś                    | ű                    | ù                    | ú                    | û                    | ü                    | ę                    | ț                    | ÿ                    |